# Rotationsdruck

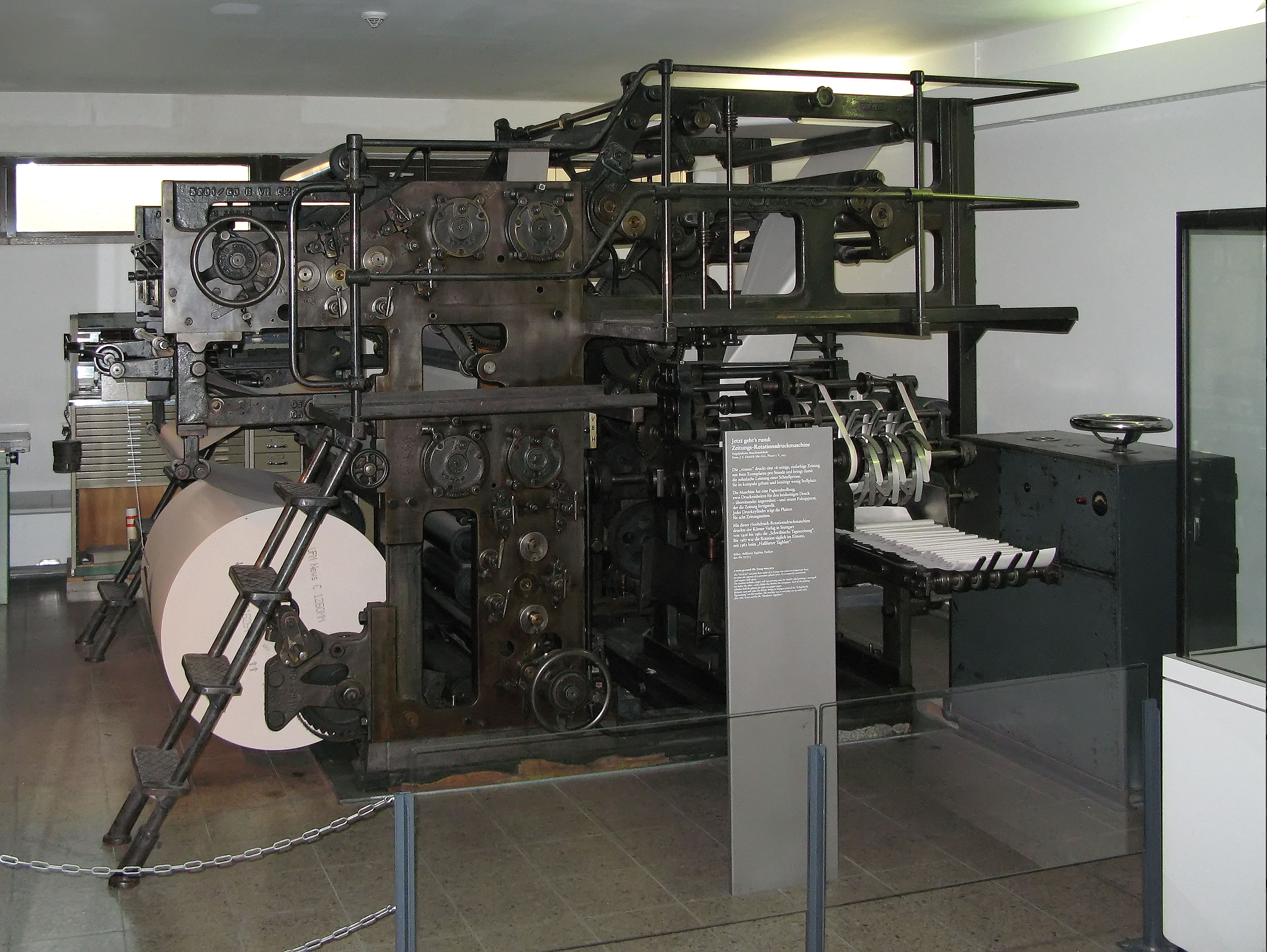
Rotationsdruckmaschine zum Zeitungsdruck

Rotationsdruck ist eine Drucktechnik, die für alle drei Hauptdruckverfahren (Tief-, Hoch- und Flachdruck) angewendet werden kann.
Bei den Rotationspressen gibt es verschiedene Bauformen, angefangen bei Einfach- und Doppelwerken (1/1, 2/0) über Turmwerke (2/0 bis 4/4) bis hin zu Satellitenbauweisen (bis zu 16 Druckwerke auf einen Gegendruckzylinder).

## Entwicklung

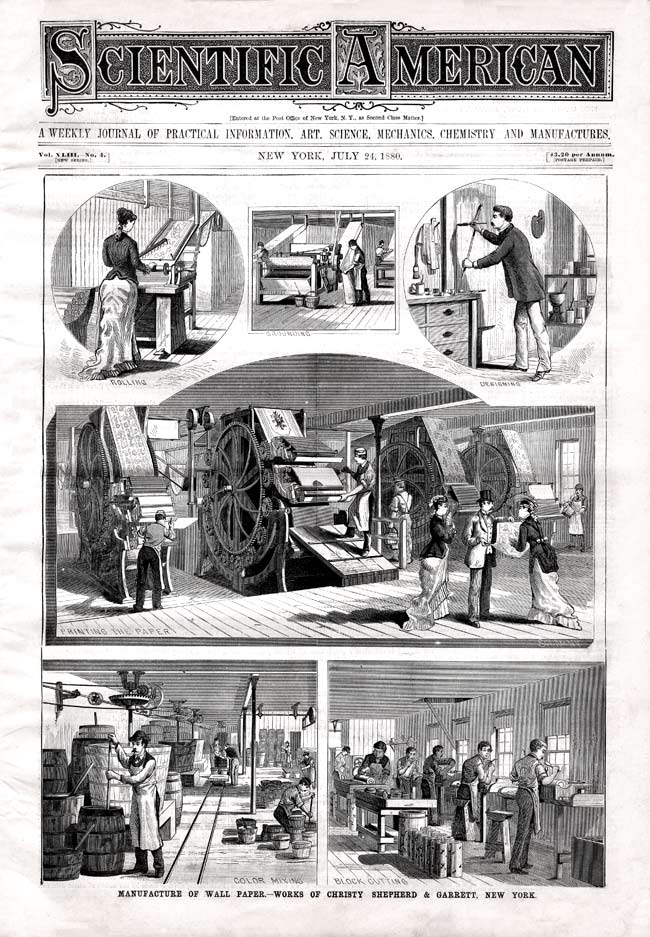
Rotationspressen in der New Yorker Tapetenfabrik Christy, Shepherd & Garrett, 1880 (Bildmitte)

Der Bau der Rotationsmaschine war keine revolutionäre Erfindung, sondern Ergebnis einer langen Entwicklung. Technikgeschichtlich ging ihm die Tiegeldruckpresse, die Hauptform der Druckerpresse (um 1440), und die Zylinderpresse (1811) voraus. 1846 baute der Brite Augustus Applegath für die Times eine Rotationsmaschine, die 12.000 Drucke pro Stunde schaffte. Diese Maschine wurde durch die Amerikaner Richard March Hoe, William Bullock und den Franzosen Hippolyte Auguste Marinoni verbessert. Die zu dieser Zeit entwickelte Maschine war bereits schneller als andere. Trotzdem waren weitere Änderungen notwendig, die vor allem in der Zeit von 1860 bis 1870 in Großbritannien und den USA vorgenommen wurden.
Der Amerikaner William Bullock baute zwischen 1863 und 1865 die erste einwandfrei funktionierende Rotationsmaschine. Sie konnte sowohl den Schön- als auch den Widerdruck in einem Druckvorgang vornehmen und hatte Rundstereoplatten als Druckform. Bullock setzte als erster je zwei Form- und Druckzylinder ein. Die Maschine lief vollautomatisch und schaffte 10.000 Bogen pro Stunde.
Der Durchbruch gelang dem damaligen Inhaber der Times, John Walter III., und zwei Technikern seiner Druckerei. J.C. MacDonald und J. Calverly bauten zwischen 1862 und 1866 eine Rollenrotationsmaschine. Diese wurde später „Walterpresse“ genannt. Von 1869 bis 1895 waren drei Maschinen dieses Typs ständig für die Times in Gebrauch. 1885 wurden sie durch ein Schneide- und Falzwerk ergänzt.
1873 stellte die Maschinenfabrik Augsburg – Nürnberg, die spätere MAN AG, bei der Weltausstellung in Wien eine nach dem Prinzip der Walterpresse gebaute Rollenrotationsmaschine aus. Im selben Jahr wurde diese für den Druck der österreichischen Tageszeitung Die Presse (Wien) verwendet.
Für den Illustrationsdruck wurde 1879 eine Rotationsmaschine erstmals durch MAN gebaut, eingesetzt für die Zeitschrift Die illustrierte Welt, die in der Deutschen Verlagsanstalt Stuttgart, erschien. In Würzburg, wo 1817 der Grundstein für die erste Druckmaschinenfabrik der Welt (Koenig & Bauer) gelegt worden war, wurde 1883 von der Druckerei Richter eine Rotationspresse aufgestellt.
1902 wurde die erste Rotationsmaschine, die gleichzeitig Text und Bilder drucken konnte, für den Druck der Berliner Illustrirte Zeitung eingesetzt.
1912 wurde die erste Rotationsoffsetmaschine von der Vogtländischen Maschinenfabrik (VOMAG) mit Unterstützung von Caspar Hermann entwickelt.
1939 schaffte die Rotationsmaschine der Times die Produktion einer Auflage von 40.000 Exemplaren einer 32-seitigen Zeitung.

## Druckverfahren

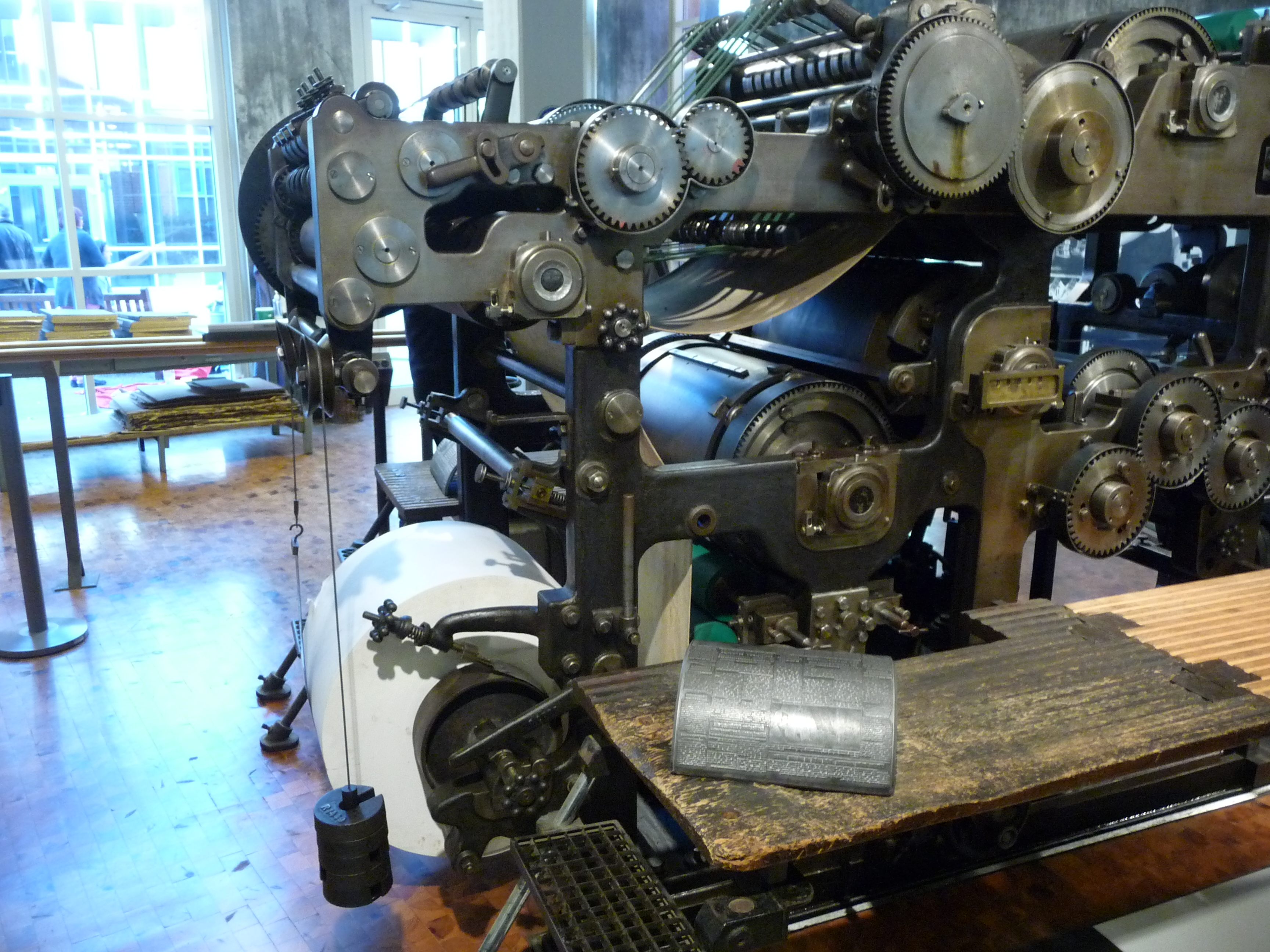
Rotationspresse in der DASA in Dortmund

Rotationsdruckverfahren funktionieren nach dem Druckprinzip rund auf rund, das bedeutet, dass sowohl die Druckform als auch der Gegendruck zylindrisch sind. Beide Zylinder sind in ständiger gegenläufiger Bewegung und nur durch den Bedruckstoff voneinander getrennt.
Bei Mehrfarbendruck ist die Maschine mit je einem Druck- und Farbwerk pro Farbe ausgestattet.

## Bogen- und Rollenrotationsmaschinen
Beim Offsetdruck und Tiefdruck wird nur von Rotationsdruck gesprochen, wenn auf Rollen gedruckt wird. Im Buchdruck wird zwischen dem Rollenrotationsdruck und dem Bogenrotationsdruck unterschieden.
Durch die sich ständig in eine Richtung drehenden Zylinder und der Papierbahn kann ein schnelleres Arbeitstempo erreicht werden als in Bogendruckmaschinen. Dies wird vor allem beim Druck von hohen Auflagen genutzt.
Eine Bogenrotationsmaschine erreicht eine Leistung von zirka 7.000 Drucken pro Stunde. In ihr werden einzelne Bogen verarbeitet. Mit bis zu vier Farbwerken sind Mehrfarbdrucke in einem Arbeitsgang möglich. Die Druckformen sind entweder gebogene Kunststoffklischees oder Wickelplatten.
Rollenrotationsmaschinen haben eine Leistung von ungefähr 35.000 Zylinderumdrehungen in der Stunde und werden auf Grund ihrer Schnelligkeit vor allem beim Druck von Zeitungen eingesetzt. Die Papierbahn wird direkt von der Rolle bedruckt. Häufig sind diese Maschinen in der Etagenbauweise angefertigt. Die fertigen Papierbahnen werden direkt der Weiterverarbeitung überführt, das heißt direkt nach dem Druck geschnitten, gefalzt und zusammengetragen. Erst das fertige Produkt verlässt wieder die Rotationsmaschine. Bei jeder Umdrehung erhalten die Zylinder neue Druckfarbe, die je nach Druckverfahren nur an den dazu bestimmten Flächenelementen haftet.
Das häufigste Rotationsdruckverfahren ist der Rollenoffsetdruck.

## Anwendung
Der Rotationsdruck dient unter anderem zur Herstellung von Zeitungen, Büchern und anderen Druckereierzeugnissen in hoher Auflage.